# Пистолет Брунетти
Пистолет Брунетти — опытный пистолет, разработанный итальянским конструктором Марио Брунетти в начале XX века. Пистолет никогда не выпускался серийно (предположительно, единственный образец был выпущен в Великобритании под патрон .455 Webley) по причине оригинальной и неоправданно сложной конструкции.

## Конструкция
Автоматика пистолета работала благодаря энергии пороховых газов, при этом в качестве рычага для её передачи затвору выступал качающийся ствол. Ствол имел специальные вырезы у дульного среза (подобные дульному тормозу), через которые отводились пороховые газы при выстреле, придавая стволу движение вниз-назад. Ствол соединялся с затвором при помощи специального рычага, который при качании ствола отводил затвор назад. При этом взводился пружинный выбрасыватель, который при максимальном наклоне ствола и подъёме его казённой части выбрасывал гильзу из патронника аналогично ружьям-«переломкам». При этом затвор исполнял только функции запирания канала ствола и досылки патрона в патронник. Он состоял из двух частей, которые могли расцепляться: передняя часть затвора была жёстко сцеплена со стволом при помощи рычага и представляла собой, по сути, раму, внутри которой фиксировалась задняя часть затвора, которая запирала канал ствола. При наклоне ствола под действием сцеплённого с ним рычага обе части затвора (в данный момент жёстко сцепленные) шли назад, взводя курок, в крайней задней точке они расцеплялись, передняя часть возвращалась вперёд (одновременно с этим ствол поднимался), после чего задняя часть затвора двигалась вперёд, подхватывала и досылала патрон в патронник и жёстко сцеплялась с передней частью. Подобная конструкция отличалась исключительной сложностью, но позволяла создавать пистолеты под мощные патроны.

## Судьба
Брунетти активно рассылал чертежи своего пистолета различным оружейным фирмам в расчёте продать патент на подобную конструкцию. Интерес был проявлен исключительно заводом в Энфилде[уточнить], на котором под руководством Марио в 1906 году пистолет был воплощён в металле (скорее всего, в единственном образце). Испытания показали, что конструкция была неоправданно сложной и обладала низкой надёжностью. Дополнительные нарекания вызвал факт, что экстрагированная гильза обычно летела прямо в лицо стрелку. Из-за качающегося ствола, в котором возникали вибрации, пистолет обладал низкой точностью при быстрой стрельбе. Пистолет не был одобрен военными и так и остался оружейным курьёзом, практически забытым впоследствии, но интересным благодаря своей конструкции.